# Géographie du Bénin
Le Bénin pays d'Afrique de l'ouest fait une superficie de 114 763 km2. Il est deux fois plus grand que son voisin de l'ouest le Togo.

## Situation

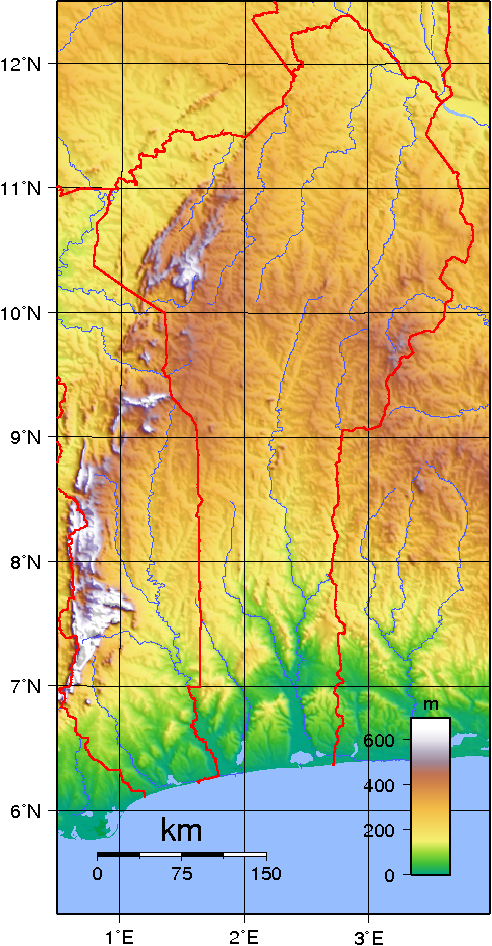
Topographie du Bénin

Dans le monde,le Bénin est situé entre l'équateur et le tropique du cancer. En Afrique, le Bénin est situé en Afrique de l'ouest appelé Afrique occidentale et est limité au nord par le Burkina Faso et le Niger,à l'est par le Nigeria, à l'ouest par le Togo et au sud par l'océan Atlantique.
De forme étirée ressemblant à une serrure, le Bénin se situe entre le fleuve Niger au nord et la plaine côtière dans le sud, le relief de l'ensemble du pays est peu accidenté.
Le pays peut être divisé en quatre zones principales du sud vers le nord. 
- La plaine côtière sablonneuse de faible altitude, qui culmine à 10 m (33 pi) d'altitude, tout au plus, ne dépasse pas 10 km (6 milles) de large. Elle est marécageuse et parsemée de lacs et lagunes reliés à l'océan comme le lac Nohoué ou la lagune de Porto-Novo dans laquelle se jette l'Ouémé, fleuve principal du pays (après le Niger).
- Les plateaux du sud du Bénin, avec une altitude comprise entre 20 et 200 m (66 et 656 pi), sont divisés par les vallées allant du nord au sud le long des rivières Couffo, Zou et Ouémé, une zone qui a été classée par le World Wildlife Fund dans le cadre de l'écorégion mosaïque de forêt-savane guinéenne.
- Puis une zone de terres plates parsemées de collines rocheuses dont l'altitude atteint rarement 400 m (1312 pi) s'étend autour de Nikki et Savè.
- Enfin, la chaîne de l'Atacora s'étend le long de la frontière nord-ouest et vers le Togo avec comme point culminant, le mont Sokbaro, à 658 m (2159 pi). Cette zone est principalement constituée de savane et de montagnes semi-arides.

La majeure partie de la population vit dans les plaines côtières méridionales, où les plus grandes villes du Bénin sont concentrées, notamment Porto-Novo et Cotonou.

## Climat

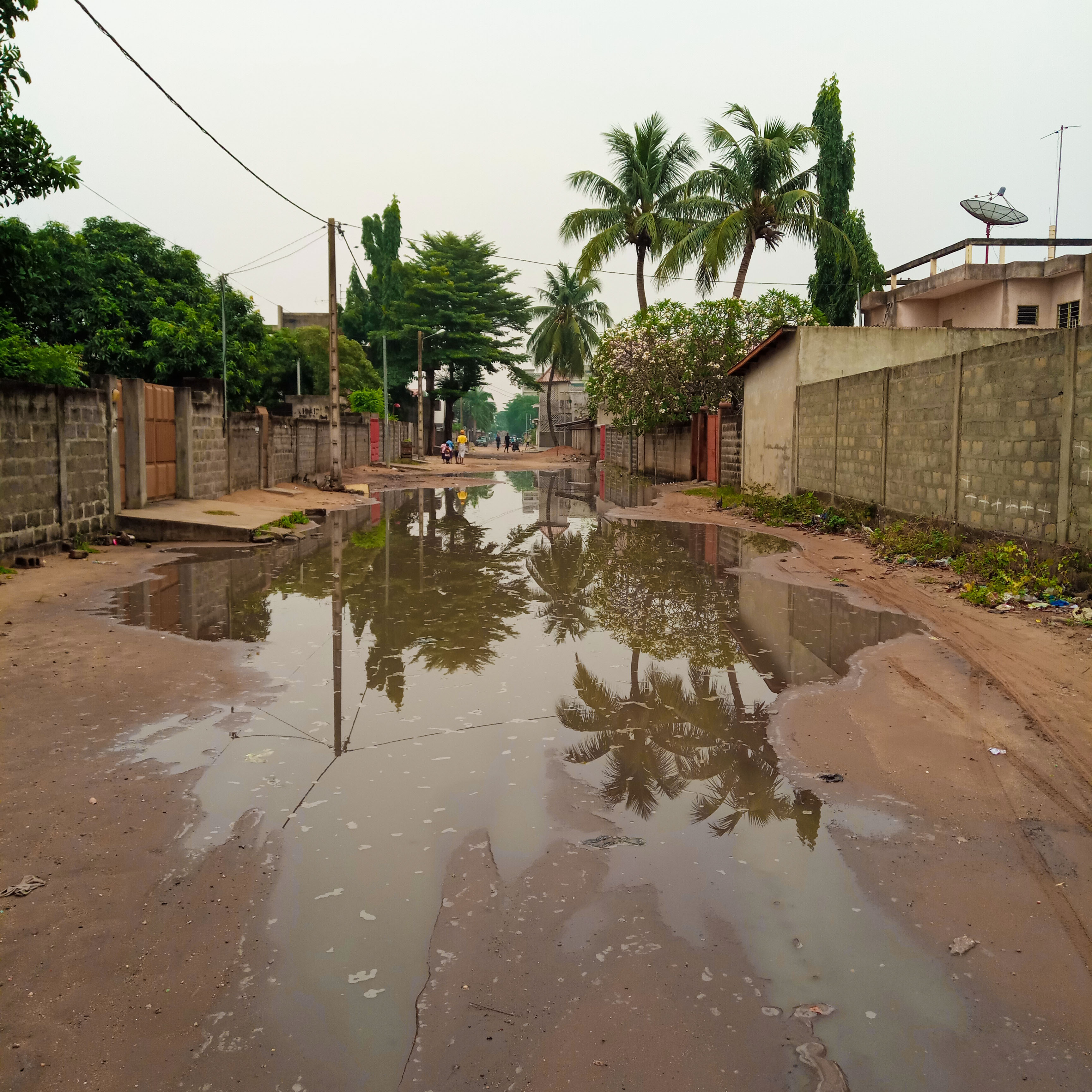
Après la pluie dans une petite rue d'Ayimèvo (Godomey).

Le pays étant situé dans une zone intertropicale, son climat est chaud et humide, avec relativement peu de pluie, bien qu'il y ait deux saisons des pluies (d'avril à juillet et de septembre à novembre). Le milieu béninien de ce pays s'étend de la côte à la latitude de SAVÈ.

## Relief
Le relief est dans l'ensemble est peu accidenté,  donc moins contraignant pour le transport terrestre. Les belles plages de Cotonou, de Ouidah, et de Grand-Popo favorisent le tourisme.

## Paysages

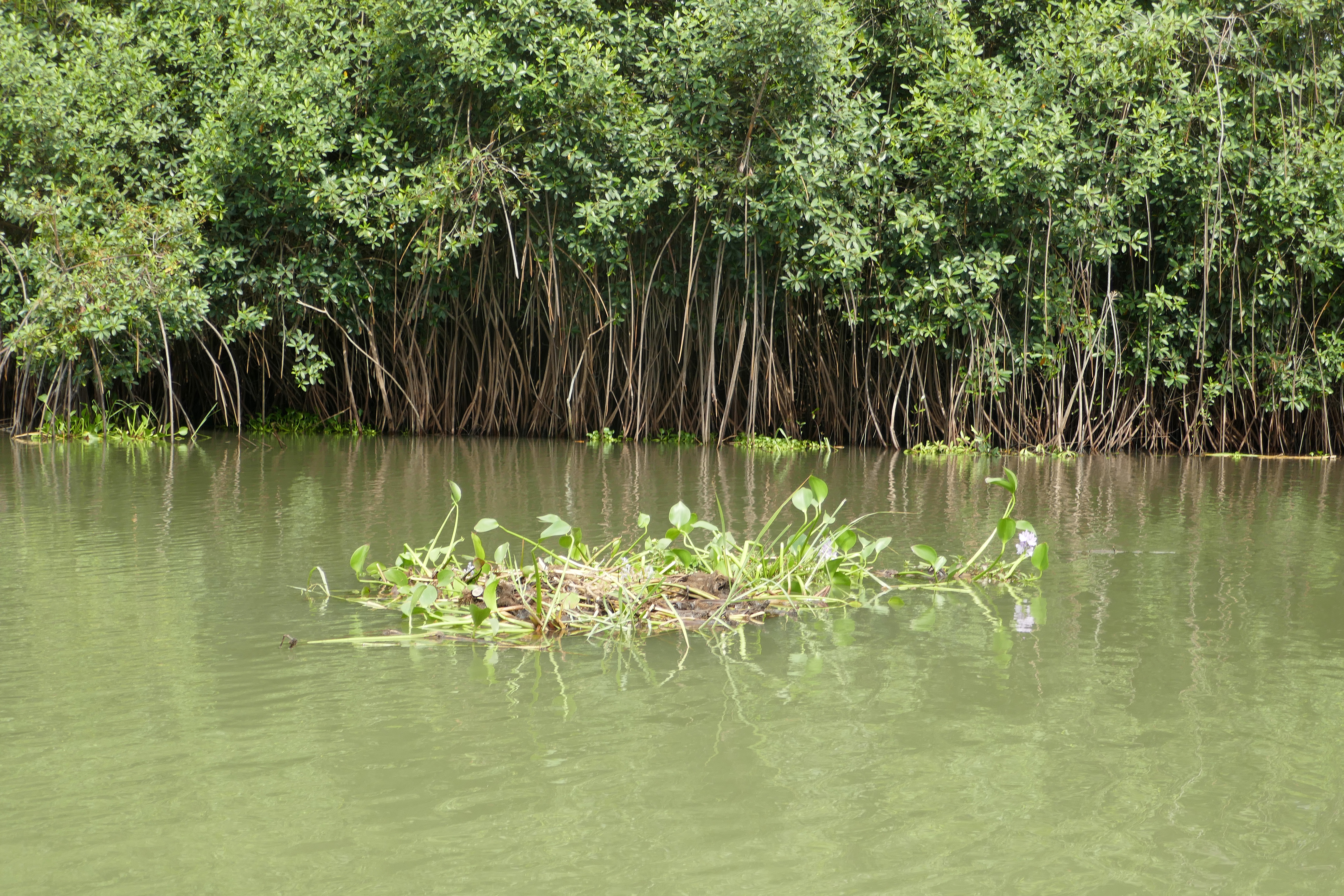
Mangroves du Mono.

Les forêts représentent environ 31 pour cent de la superficie du Bénin. Certaines forêts bordent les rives des fleuves.
Le Bénin a de vastes zones vierges en friche, des mangroves, et les restes de grandes forêts sacrées.
Dans le nord du pays, la savane est couverte de buissons épineux et parsemée d'énormes baobabs. Dans le nord et le nord-ouest du Bénin le parc national du W du Niger et le parc national de la Pendjari attirent les touristes désireux de voir des éléphants, des lions, des antilopes, des hippopotames et des singes.
Auparavant le Bénin offrait un habitat à une espèce menacée, le Lycaon pictus, mais ce canidé est considéré avoir aujourd'hui disparu du Bénin, en raison de l'expansion de la population humaine.

## Bilan hydrique - Les ressources en eau
Les précipitations tombant sur le pays sont moins abondantes que dans les pays situés en Guinée occidentale (Guinée, Sierra Leone, Liberia et Côte d'Ivoire) ; elles restent cependant assez consistantes en moyenne et alimentent quelques cours d'eau importants, y compris dans la partie nord plus sèche du pays.

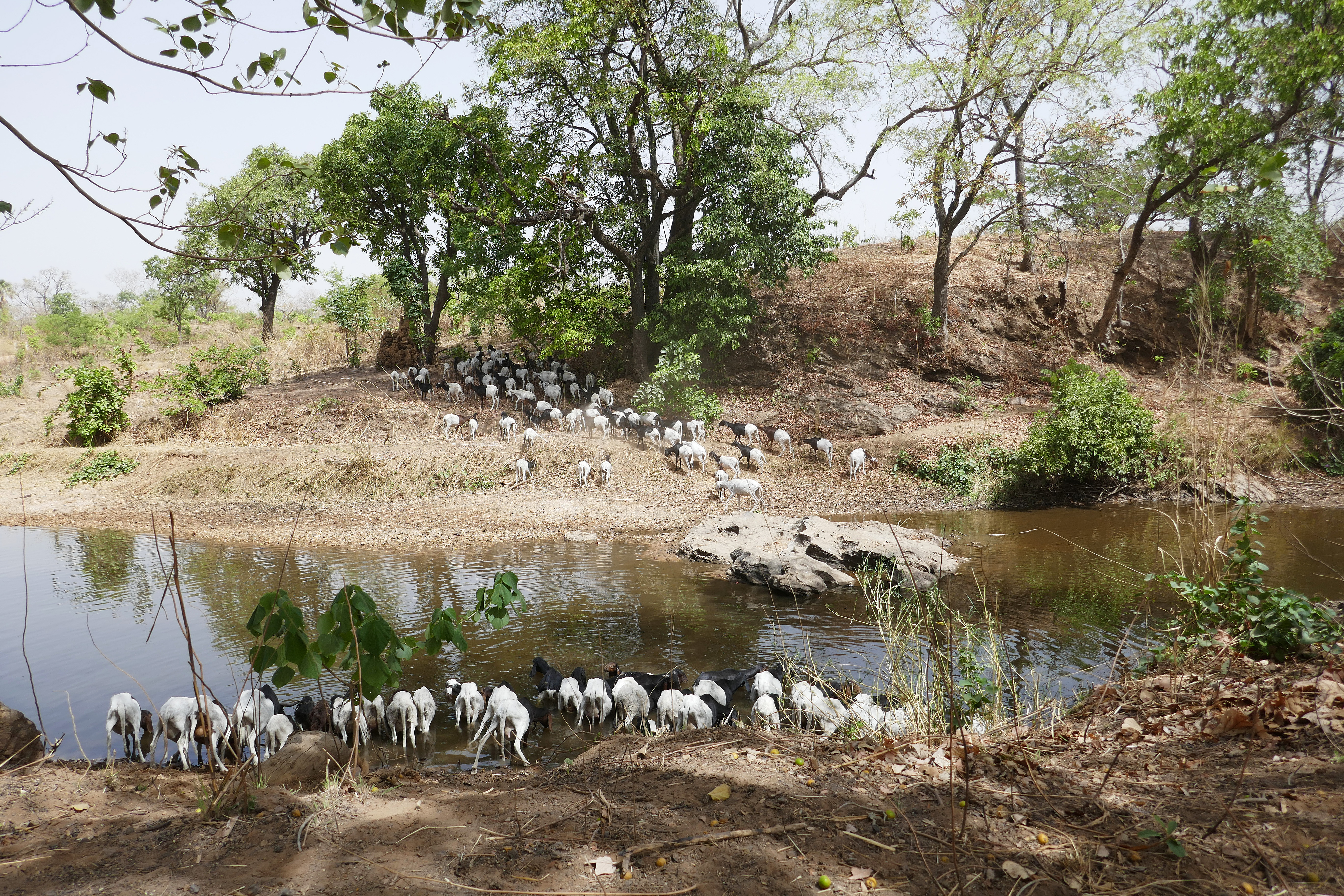
La Koumagou entre Tanguiéta et Boukoumbé.

D'après Aquastat, la hauteur d'eau annuelle moyenne des précipitations est de 1 039 mm, soit pour une superficie de 112 620 km2, un volume de précipitations annuelles de 117,01 km3 arrondis à 117 (France métropolitaine : 477,99 km3 - Belgique, pour une superficie correspondant à 27 % de celle du Bénin : 25,84 km3).
De ce volume de précipitations, l'évapo-transpiration et les infiltrations consomment quelque 107 km3. Restent 10 kilomètres cubes de ressources d'eau superficielle produites sur le territoire du pays (en interne). De plus, une quantité renouvelable de 0,3 kilomètre cube d'eau souterraine est produite chaque année, en interne également. Soit un total de 10,3 km3 produits en interne.
Le pays reçoit en outre un supplément d'eau provenant de cours d'eau frontaliers avec des pays voisins, à savoir 14,5 km3 représentant la moitié du débit de 29 km3 du Niger, ainsi que 1,593 km3 représentant la moitié du débit de 3,185 km3 du fleuve Mono, tous deux fleuves-frontière. Soit un total de 16,093 km3 d'eau produits en externe.
Les ressources en eau du pays se montent donc au total à 26,393 kilomètres cubes (c'est-à-dire 26,393 milliards de m3). Pour une population de quelque 9 millions de personnes (juillet 2007), la quantité annuelle d'eau disponible par habitant et par an se monte donc à plus de 2,900 mètres cubes, ce qui est très satisfaisant, compte non tenu d'une répartition assez inégale entre le sud et le nord du pays, et de la situation très défavorable du cours du Niger par rapport aux régions sèches des plateaux environnants.

## Frontière Bénin-Niger
La Cour internationale de justice de La Haye a défini le 12 juillet 2005, la frontière définitive entre le Bénin et le Niger au sujet des îles dans le lit des fleuves Niger et Mékrou : neuf îles ont été attribuées au Bénin et seize, dont celle de Lété, au Niger.